# Carignan-de-Bordeaux
Carignan-de-Bordeaux es una comuna francesa situada en el departamento de Gironda, en la región de Nueva Aquitania.
Forma parte del área urbana de Burdeos y de su unidad urbana.

## Demografía
| 760 | 1209 | 1931 | 2276 | 2867 | 3094 | 3971 |
| Para los censos de 1962 a 1999 la población legal corresponde a la población sin duplicidades (Fuente: INSEE [Consultar]) |      |      |      |      |      |      |